# Dipòsit d'Arxius de Cervera
El Dipòsit d'Arxius de Cervera, també conegut pel seu acrònim DAC, és un arxiu instal·lat a l'antiga Universitat de Cervera per aplegar la documentació administrativa sense vigència de les institucions del Principat, així com la documentació de la dita universitat, que en gran part es trobava a la Biblioteca Universitària de Barcelona. Els fons que integren el DAC procedeixen territorialment de la província de Barcelona i administrativament de diverses delegacions de l'administració estatal.
Va ser creat per Ordre Ministerial l'any 1970. La seva competència fou traspassada de l'Estat al Govern de la Generalitat l'any 1995. Està adscrit al Departament de Cultura i Mitjans de Comunicació i té la missió fonamental de preservar, conservar i difondre la part del patrimoni documental que li ha estat encomanada. Vinculat a l'Arxiu de la Corona d'Aragó fins a l'any del seu traspàs, la institució està situada a l'ala nord de l'edifici de la Universitat repartida en dues plantes. Conserva documentació de diferents organismes de l'administració. La cronologia d'aquesta documentació s'inicia d'una manera regular a mitjans del segle xix fins ben entrat el segle xx.

## Depósito Regional
Amb la denominació de "'Depósito Regional de Archivos" se li atorgava funcions subsidiàries respecte als Arxius Provincials de Catalunya. Cal assenyalar que Lleida, Tarragona i Girona disposaven d'aquest tipus d'arxius mentre que Barcelona no. El Depósito Regional de Archivos contenia molta documentació que hauria d'haver format el fons de l'Arxiu Provincial de Barcelona. El centre va esdevenir un magatzem de documentació de poc interès per a l'ACA. Per acabar-ho d'adobar la imprecisió tipològica i funcional del centre n'ha dificultat la classificació documental dintre el sistema arxivístic estatal, convertint-se en una raresa integrada forçosament entre els arxius estatals.
El 1995 es va traspassar la gestió administrativa a la Generalitat, convertint-se en l'actual Dipòsit d'Arxius de Cervera, un centre amb fons històrics incomplets i de gran volum de titularitat estatal al servei gairebé exclusiu de les institucions delegades de l'administració de l'Estat a Barcelona, condicionat per una ubicació geogràfica allunyada dels centres productors de la documentació, amb deficiències en infraestructures i mitjans i sense la possibilitat d'aplicar el sistema d'avaluació documental català, a causa de la titularitat estatal del fons, que ha acabat postergant el centre en la situació de col·lapse.